# Тат-Чодраял
Тат-Чодрая́л (рос. Тат-Чодраял, марій. Тат-Чодыраял) — присілок у складі Моркинського району Марій Ел, Росія. Входить до складу Шиньшинського сільського поселення.

## Населення
Населення — 306 осіб (2010; 375 у 2002).
Національний склад (станом на 2002 рік):
- татари — 68 %
- марі — 30 %